# Allée couverte von Roherman

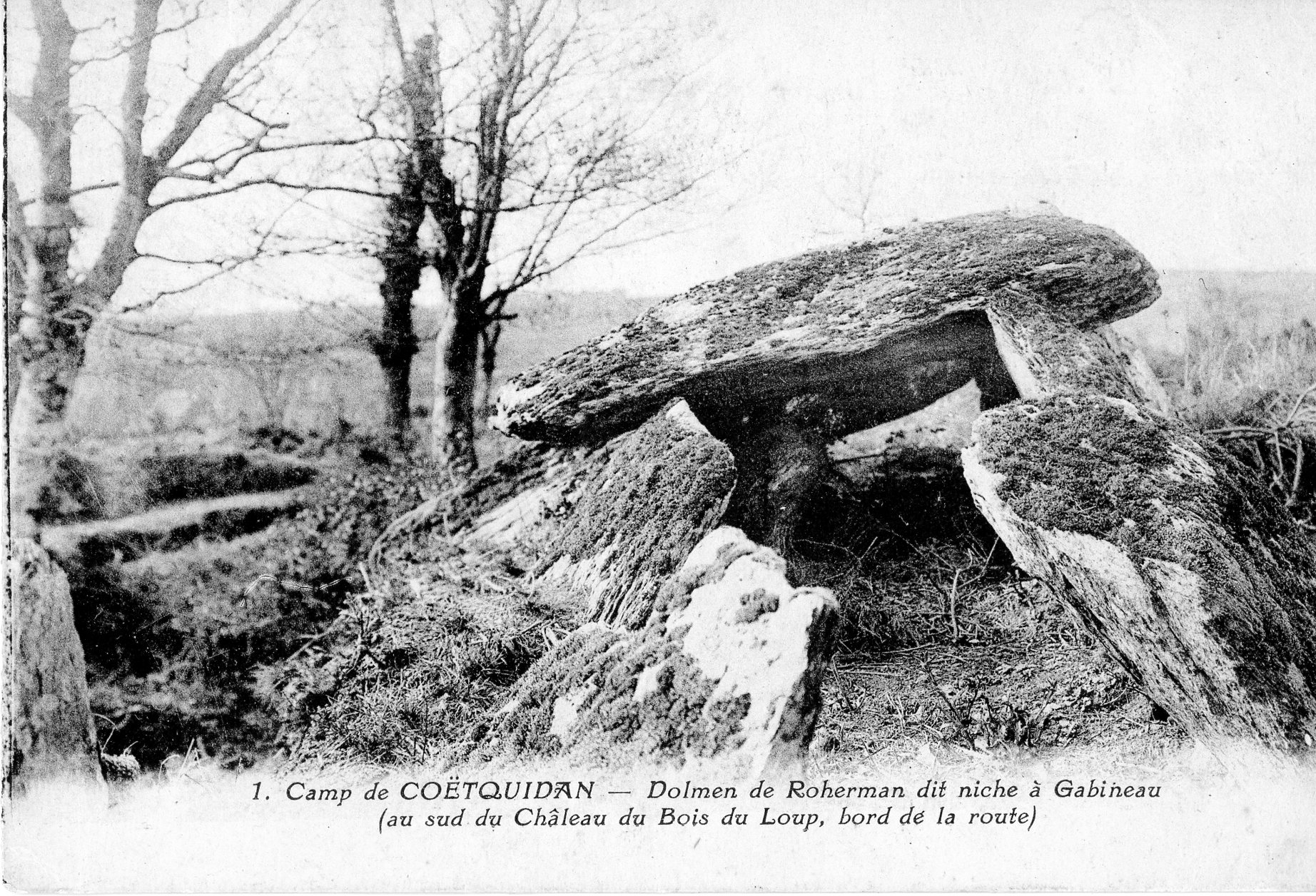
Allée couverte von Roherman

Die 1825 entdeckte Allée couverte von Roherman (auch La Roche des Fées oder „Niche à Gobineau“ – ein anderer Name für den Teufel – genannt) liegt östlich von Augan, nahe der N24 am Rande des Übungsplatzes „Camp de Saint-Cry Coëtquidan“ im „Bois du Loup“ (dt. Wolfswald) bei Ploërmel im Département Morbihan in der Bretagne in Frankreich.
Das etwa 7,0 m lange und 1,2 m breite, etwas instabile Galeriegrab besteht aus elf lila Schieferplatten, darunter drei verschobene Deckenplatten. Die Megalithanlage macht den Eindruck einer „Allée couverte arc-boutée“. bzw. „Allée couverte à dalles inclinées“, was sie jedoch nicht ist.
In der Nähe von Les Vaux liegt die zerstörte Allée Couverte von Brambelay.